# Peromyscus boylii
Peromyscus boylii är en däggdjursart som först beskrevs av Baird 1855.  Peromyscus boylii ingår i släktet hjortråttor, och familjen hamsterartade gnagare. IUCN kategoriserar arten globalt som livskraftig. Inga underarter finns listade i Catalogue of Life.

## Utseende
Arten blir med svans 175 till 210 mm lång, svanslängden är 89 till 115 mm och vikten varierar mellan 22 och 36 g. Djuret har 19 till 22 mm långa bakfötter och 18 till 21 mm stora öron. Den mellanbruna pälsen på ryggen blir fram till kroppssidorna ljusare. En bred orange linje skiljer den mörka ovansidan från den vitaktiga undersidan. Bakbenen är vid knäna grå och fötterna är vita. Peromyscus boylii skiljer sig främst i storleksförhållanden av olika kroppsdelar från andra hjortråttor. Andra avvikelser finns i de genetiska egenskaperna.

## Utbredning
Denna hjortråtta förekommer i stora delar av Mexiko och sydvästra USA. Den vistas främst i bergstrakter i regioner över 2000 meter över havet. Habitatet utgörs av skogar och buskskogar. Individerna vilar vanligen i naturliga håligheter. Dessa hålrum kan vara grottor, bergssprickor, trädens håligheter eller övergivna gruvor. Där placerar arten ett näste av torrt gräs.

## Ekologi
Individerna är nattaktiva och de håller ingen vinterdvala. Under ogynnsamma förhållanden kan de tidvis inta ett stelt tillstånd (torpor). Honornas revir är med cirka 0,25 hektar mindre än hanarnas territorier som är ungefär 0,47 hektar stora. Revir av olika honor överlappar endast lite. Överlappningen mellan en hanes territorium och en annan hanes eller honans revir är större. Peromyscus boylii är allätare. Beroende på årstid och tillgänglighet ingår bland annat ekollon, frön från barrträd, bär av busken Arctostaphylos patula, svampar, enbär eller frukter av fikonkaktus i födan.
Honor kan para sig hela året men de flesta ungar föds under våren och sommaren. Efter cirka 23 dagar dräktighet föds två till fem ungar. Honor kan ha flera kullar per år. Ungarna diar sin mor i tre till fyra veckor. Under en studie blev honor i genomsnitt 51 dagar efter födelsen könsmogna. De flesta exemplar lever upp till ett år. Enskilda individer blev 26 månader gamla. Denna gnagare har många olika naturliga fiender som rovdjur, rovlevande fåglar och skallerormar.